# Santiago Hirsig
Santiago Hirsig (San Isidro, Buenos Aires, Argentina, 12 de enero de 1978) es un exfutbolista argentino. Tras su retiro se convirtió en representante de varios jugadores de futbol como el pocho Ezequiel Lavezzi, Hernan Crespo, Ever Banega, franco balagna y más. Jugaba de volante y su último equipo fue Quilmes de la Primera División de Argentina. Se destacó mucho en la liga MLS de Estados Unidos donde tuvo muchas grandes apariciones con el Sporting Kansas City que tuvo un gran momento en esos años, ganándole el famoso amistoso al Manchester United de Cristiano Ronaldo en 2009.
Se destacó principalmente en San Lorenzo, pero así también en la MLS (Mayor League Soccer de EE. UU.).
Al día de la fecha, Hirsig se encuentra trabajando en su agencia como representante de jugadores.

## Clubes
| Club               | País           | Año       |
| ------------------ | -------------- | --------- |
| Atlanta            | Argentina      | 1999-2000 |
| Platense           | Argentina      | 2000-2001 |
| Huracán            | Argentina      | 2001-2003 |
| Arsenal de Sarandí | Argentina      | 2003-2006 |
| San Lorenzo        | Argentina      | 2006-2009 |
| Kansas City        | Estados Unidos | 2009-2010 |
| Quilmes AC         | Argentina      | 2010      |

## Palmarés

### Campeonatos nacionales
| Título           | Club        | País      | Año    |
| ---------------- | ----------- | --------- | ------ |
| Primera División | San Lorenzo | Argentina | C-2007 |

- Datos: Q3472878